# غارنشینان (کتاب)
غارنشینان یا ساکنین غار (به انگلیسی: The Cave Dwellers) نمایش‌نامه‌ای است از ویلیام سارویان، نویسندهٔ اهل ایالات متحده آمریکا. این کتاب توسط عباس امامیان به فارسی ترجمه شده‌است